# Герб Калинівки (Вітовський район)
Герб Кали́нівки затверджений рішенням сесії Калинівської сільської ради.

## Опис
На червоному щиті золотий спис із прапорцем і срібний якір у косий хрест, поверх яких — золоте виноградне гроно. Щит обрамований декоративним картушем i увінчаний золотою сільською короною.
Автор — І. Д. Янушкевич.